# Bengbu Airport
Bengbu Airport (kinesiska: 蚌埠机场, Bèngbù Jīchǎng) är en flygplats i Kina. Den ligger i provinsen Anhui, i den östra delen av landet, omkring 110 kilometer norr om provinshuvudstaden Hefei.
Runt Bengbu Airport är det tätbefolkat, med 286 invånare per kvadratkilometer. Närmaste större samhälle är Bengbu, 10,9 km norr om Bengbu Airport. Trakten runt Bengbu Airport består till största delen av jordbruksmark.
Genomsnittlig årsnederbörd är 1 128 millimeter. Den regnigaste månaden är juli, med i genomsnitt 190 mm nederbörd, och den torraste är januari, med 28 mm nederbörd.